# Lithopoma caelatum
Lithopoma caelatum är en snäckart som först beskrevs av Gmelin 1791.  Lithopoma caelatum ingår i släktet Lithopoma och familjen turbinsnäckor. Inga underarter finns listade i Catalogue of Life.

## Bildgalleri

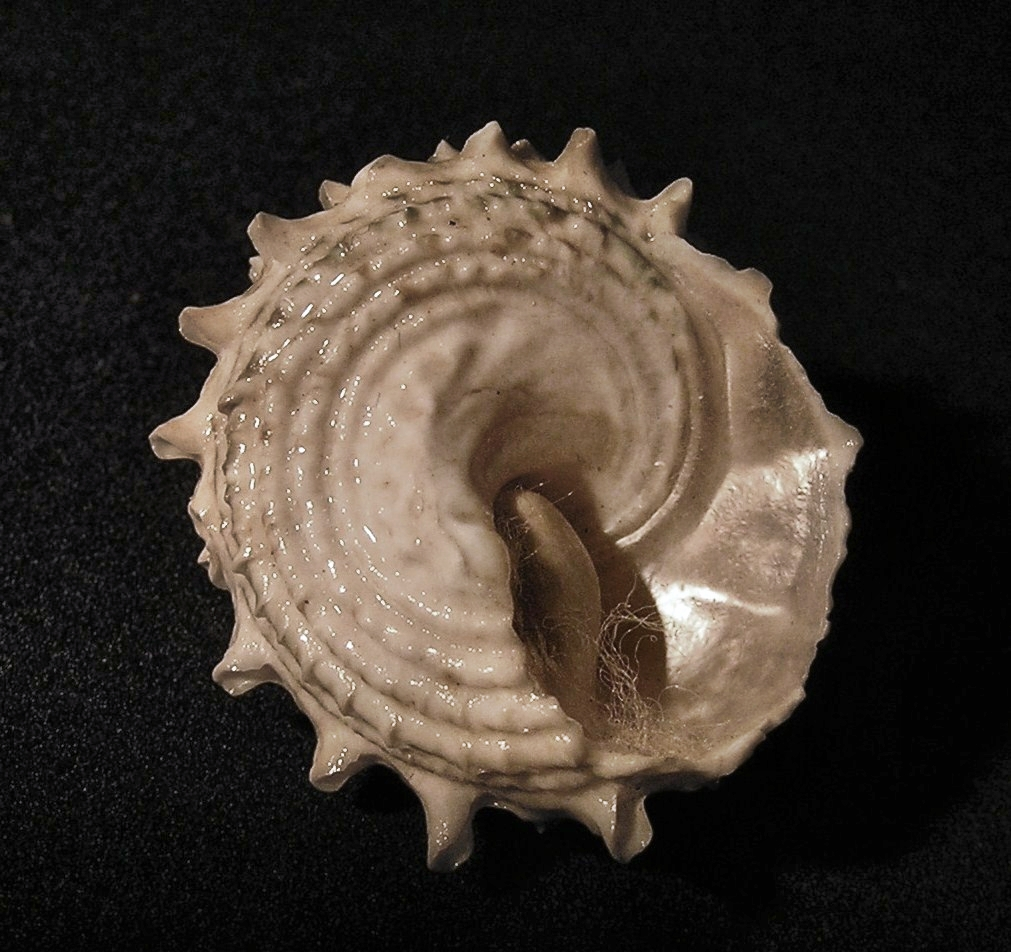
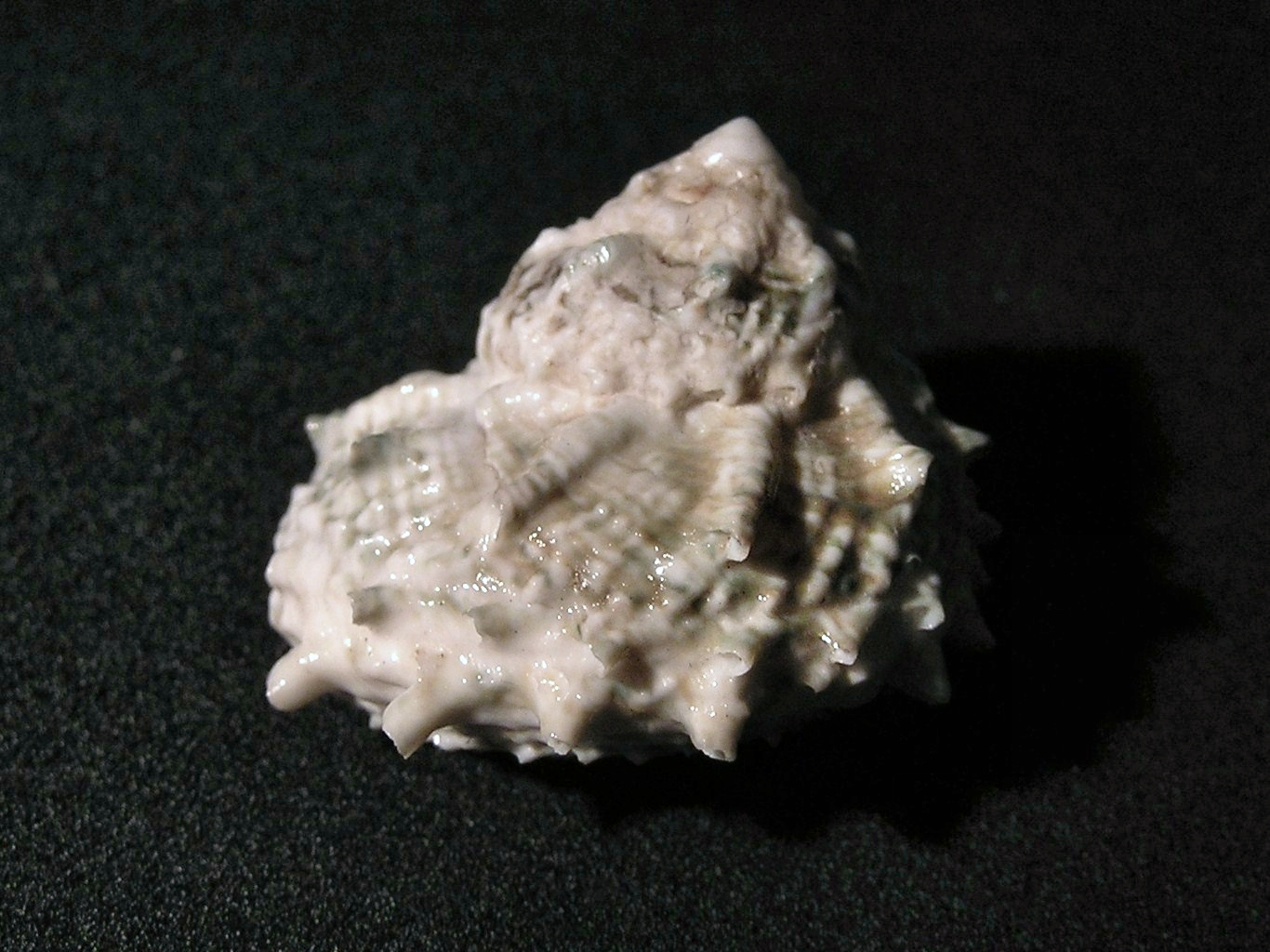
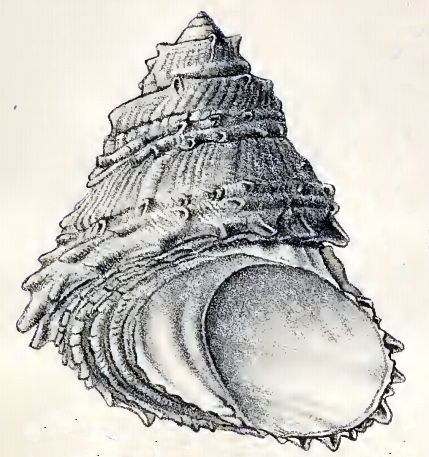
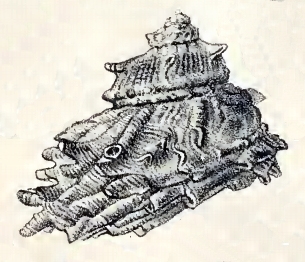